# NGC 5179
NGC 5179 est une galaxie lenticulaire située dans la constellation de la Vierge. Sa vitesse par rapport au fond diffus cosmologique est de 7 522 ± 20 km/s, ce qui correspond à une distance de Hubble de 110,9 ± 7,8 Mpc (∼362 millions d'al). NGC 5179 a été découverte par l'astronome américain Sherburne Wesley Burnham en 1883.
NGC 5179 est une galaxie dont le noyau brille dans le domaine de l'ultraviolet. Elle est inscrite dans le catalogue de Markarian sous la cote Mrk 1349 (MK 1349). Selon la base de données Simbad, NGC 5179 est une galaxie LINER, c'est-à-dire une galaxie dont le noyau présente un spectre d'émission caractérisé par de larges raies d'atomes faiblement ionisés.
À ce jour, une mesure non basée sur le décalage vers le rouge (redshift) donne une distance d'environ 119,000 Mpc (∼388 millions d'al). Cette valeur est tout juste à l'extérieur des valeurs de la distance de Hubble. Notons cependant que c'est avec la valeur moyenne des mesures indépendantes, lorsqu'elles existent, que la base de données NASA/IPAC calcule le diamètre d'une galaxie et qu'en conséquence le diamètre de NGC 5179 pourrait être d'environ 36,4 kpc (∼119 000 al) si on utilisait la distance de Hubble pour le calculer.